# LaLa
LaLa (яп. ララ рара) — японский манга-журнал, ежемесячно издаваемый компанией Hakusensha. Целевая аудитория журнала — молодые девушки.
LaLa — второй сёдзё-журнал компании Hakusensha. Манга из журнала выпускается под лейблом «Хана то юмэ комикс» (яп. 花とゆめコミックス Hana to Yume Comics) вместе с другой мангой из Hana to Yume. Читательская аудитория — женская на 97 %, из них 4 % читательниц моложе 13 лет, 23,4 % в возрасте 13-17, 20 % в возрасте 18-20, 13 % в возрасте 21-23, оставшиеся 29,7 % — 24 года и старше.

## Тираж
| 2004 год | 2005 год | 2006 год | 2007 год | 2009 год |
| -------- | -------- | -------- | -------- | -------- |
| 166 750  | 173 583  | 171 750  | 170 833  | 178 667  |

## Манга
- Cipher — Минако Нарита
- Sakura no Sono — Акими Ёсида
- Demon Sacred — Нацуми Ицуки
- Eensy Weensy Monster — Масами Цуда
- Gertrude no Recipe — Нари Кусакава
- Hanasakeru Seishonen — Нацуми Ицуки
- Harukanaru Toki no Naka de — Токо Мидзуно
- Hi Izuru Tokoro no Tenshi — Рёко Ямагиси
- Jyu-Oh-Sei — Нацуми Ицуки
- Kaguyahime — Рэйко Симидзу
- «Староста-горничная» — Хиро Фудзивара
- «Он и она и их обстоятельства» — Масами Цуда
- Kiniro no Corda — Юки Курэ
- Mekakushi no Kuni — Сакура Цукуба
- MeruPuri: Märchen Prince — Мацури Хино
- Okojo-san — Аюми Уно
- «Гостевой клуб лицея Оран» — Биско Хатори
- Penguin Kakumei — Сакура Цукуба
- Ryu no Hanawazurai — Нари Кусакава
- Sennen no Yuki — Биско Хатори
- Shinigami no Ballad — Асука Идзуми
- Sakura no Sono — Акими Ёсида
- Toraware no Mi no Ue — Мацури Хино
- Tsuki no Ko — Рэйко Симидзу
- Vampire Knight — Мацури Хино
- Warau Kanoko-sama — Ририко Цудзита
- Wata no Kuni Hoshi — Юмико Осима